# Hubaekje
Hubaekje eller Senere Baekje var et koreansk monarki på Koreahalvøen. Kongeriget var et af de senere tre kongedømmer, sammen med Hugoguryeo og Silla. Officielt blev staten grundlagt af den oprørske Sillageneral Gyeon Hwon i 900 og faldt for Wang Geons Goryeo-hær i 936. Landets politiske hovedstad var Jeonju i dagens sydkoreanske provins Nord-Jeolla. Kundskaben om dette kongerige stammer hovedsageligt fra kilderne Samguk Yusa og Samguk Sagi, som udviser stor grad af indbyrdes overensstemmelse.

## Baggrund
Silla oplevede flere oprør mod slutningen af 800-tallet. Et af disse var iværksat af Gyeon Hwon, som angreb Mujinju i 892. Mange af oprørerne kom som en følge af Sillas beslutning om at med tvang indkræve skatter fra bondestanden i 889 (Lee, 1984, p. 98). På denne tid blev det meste af den politiske magt i landet holdt af lokale adelige, som ikke udviste særlig loyalitet over for centralmagten. Dermed var det enkelt for oprørere ledet af misfornøjede militære ledere at få lokal støtte.
Hubaekje forsøgte at etablere sig som efterfølger til den tidligere kongerige Baekje, som omfattede den sydvestlige del af Koreahalvøen indtil, at det blev erobret af Silla i 660.

## Indre affærer
Hubaekje blev ledet ad Gyeon Hwon med undtagelse af de sidste år, og hans personlige lederstil spillede også en rolle i at kongeriget blev så kortlivet. Efter at have erklæret sig som konge tog Gyeon Hwon flere koner, og det blev sagt, at han havde ti sønner med dem ud ove de otte, som blev født af hans første kone. Dette lagde grundlaget for de senere stridigheder mellem arvingerne.
I 935 valgte Gyeon Hwon sin fjerde søn, Geumgang, som Hubaekjes kronprins. Den ældste søn, Singeom, konspirerede sammen med sine brødre Yanggeom og Yonggeom, fik arresteret og placeret sin egen fader i husarrest i Geumsansa i Gimje. Singeom dræbte der efter Geumgang og overtog selv tronen. Gyeon Hwon formåede senere at flygte til kongeriget Goryeo, hvor han blev general.

## Militære affærer
Det meste af sin eksistens var Hubaekje plaget af Wang Geons skibsraids i Najuregionen. Dette forstyrrede handelen med de sydlige kinesiske kongeriger.
Hubaekje havde en betydelig militær styrke og Lee (1984, p. 99) skriver om Gyeon Hwon at "Havde ikke Gung Ye og Wang Geon stået i vejen, ville han ikke have haft særlige problemer med at erobre Silla". Hubaekje var på sit højeste i 927 og angreb samme år Sillas hovedstad Gyeongju, dræbte kong Gyeongae og indsatte kong Gyeongsun som ny konge. Før angrebet havde Silla bedt Goryeo om hjælp. Wang Geon ankom med en stor hær lige efter, at Gyeongju blev erobret. De to hære mødtes nær Palgongbjerget i nutidens Daegu. Wang Geons styrker talte vel 10.000 mand. Hubaekje triumferede, og Wang Geon formåede kun at undslippe takket være general Shin Sung-gyeom og Kim Nak, som begge ofrede livet.
I 930 mødtes de to hære igen i Slaget om Gochang nær Andong, og da vandt Goryeohæren. Hubaekje blev presset tilbage til sit kerneland, hvor de led yderligere tab ved Hongseong i 934.

## Diplomati
Wang Geon forsøgte at opretholde sin legitimitet gennem diplomatiske forbindelser med det nordlige Kina. Gyeon Hwon forsøgte at gøre det samme ved at opretholde diplomatiske forbindelser med herskerne i det sydlige Kina, især Wuyue. Fordi Hubaekjes eksistens i store træk sammenfaldt med den turbulente fem dynastiers og ti kongedømmers tid i Kina, formåede ingen af siderne at udvikle forbindelserne til at omfatte militær støtte.

## Nedgang
Efter, at han blev afsat af sine sønner og flygtede til Goryeo i 935, blev Gyeon Hwon selv hærleder og ledte Goryeo-hæren mod Hubaekje. Sammen med Wang Geon, skriver Samguk Yusa at han ledede en hær på 100.000 mod sit tidligere kongerige . Goryeo og Hubaekje-hærene mødtes ved Seonsan ved nutidens Gumi i Nord-Gyeongsang i 936, hvor Hubaekjes styrker blev knust. Hubaekje faldt som en følge af dette samme år, blot et år efter at kong Gyeongsun havde overgivet Silla til Wang Geon. Slaget ved Seonsan markerede også slutningen på perioden senere tre kongedømmer.
I sin karakteristiske og forsonende stil gav Wang Geon en adelstitel til Singeom. Singeoms yngre brødre Yanggeom og Yonggeom blev klandret for statskuppet i 935 og blev dømt og sendt i eksil.